# Amundus Svenonis
Amundus Svenonis Tornvallensis, född 1571 i Törnevalla socken, Östergötlands län, död 21 mars 1641 i Klockrike socken, Östergötlands län, var en svensk kyrkoherde i Skeda församling och Klockrike församling.

## Biografi
Amundus Svenonis föddes 1571 i Törnevalla socken. Han blev 1603 domkyrkosyssloman i Linköpings församling och prästvigdes 16 december 1604. Svenonis blev komminister och vice pastor i Skeda församling 1607. Han blev 1610 kyrkoherde i församlingen. År 1627 blev han kyrkoherde i Klockrike församling. Han avled 21 mars 1641 i Klockrike socken och begravdes i Klockrike kyrka. Gravstenen ligger numera i den nya kyrkans kor.

### Familj
Svenonis var gift med Anna Håkansdotter.